# キム・カシュカシャン
キム・カシュカシャン（Kim Kashkashian, 1952年8月31日　アメリカ合衆国ミシガン州デトロイト - ）はクラシック音楽のヴィオラ奏者。両親はアルメニア系である。現在はドイツ在住。強靭なボウイングに支えられた幅広い表現力により、バロックから現代音楽まで幅広いレパートリーを得意としている。

## 略歴
1952年、アメリカ合衆国ミシガン州デトロイト生まれ。ピーボディー音楽院でワルター・トランプラー、カレン・タトルにヴィオラを学ぶ。1980年にミュンヘン国際音楽コンクールで3位入賞。1980年代にギドン・クレーメル主宰のロッケンハウス音楽祭の常連となり、1988年にギドン・クレーメルらと録音したモーツァルトのヴァイオリンとヴィオラのための協奏交響曲などにより知られるようになる。
教育者としては、フライブルク音楽大学で後進の指導にあたっている。日本での演奏活動については、1995年に来日している。その後2009年5月、東京国際ヴィオラコンクール審査員として14年ぶりに来日した。

## 音楽と録音について
現代音楽の初演を多く果たし、近代以降の作品を多く録音しているが、バッハ、モーツァルト、ブラームス、シューマンなども非常に評価が高い。ただし他の楽器からの編曲作品はほとんど録音していない。

## 主なCD
- モーツァルト ディヴェルティメント K.563 （Vn：クレーメル、カシュカシャン、Vc：ヨーヨー・マ）1984年
- モーツァルト 『ケーゲルシュタット・トリオ』K.498（Vn：クレーメル、カシュカシャン、P：アファナシエフ）1984年
  - モーツァルト 二重奏曲K.423（Vn：クレーメル、カシュカシャン）1984年
  - モーツァルト 二重奏曲K.424（Vn：クレーメル、カシュカシャン）1984年
- モーツァルト ヴァイオリン協奏曲第5番K.219　（Vn：クレーメル、アーノンクール指揮ウィーン・フィルハーモニー管弦楽団）1988年
  - モーツァルト ヴァイオリンとヴィオラのための協奏交響曲K.364（Vn：クレーメル、カシュカシャン、アーノンクール指揮ウィーン・フィルハーモニー管弦楽団）1984年
- ヒンデミット 無伴奏ヴィオラソナタ（全曲：op.31-4, op25-1, 1937年, op11-5）1985年 - 1986年
  - ヒンデミット ヴィオラソナタ（全曲：op.11-4, op25-4, 1939年）（カシュカシャン、P：ロバート・レビン）1986年
- バッハ　ヴィオラ・ダ・ガンバとチェンバロのためのソナタ第1番 BWV1027（カシュカシャン、Cmb：キース・ジャレット）1991年
  - バッハ ヴィオラ・ダ・ガンバとチェンバロのためのソナタ第2番 BWV1028（カシュカシャン、Cmb：キース・ジャレット）1991年
  - バッハ ヴィオラ・ダ・ガンバとチェンバロのためのソナタ第3番 BWV1029（カシュカシャン、Cmb：キース・ジャレット）1991年
- ブラームス ヴィオラソナタ第2番（カシュカシャン、P：ロバート・レビン）1996年
  - ブラームス ヴィオラソナタ第1番（カシュカシャン、P：ロバート・レビン）1996年
- クルターグ ヴィオラ独奏のための9つの小品
  - クルターク Jelek op.5（ヴィオラ独奏のための）
  - クルターク R．シューマンへのオマージュ（Hommage à R. Sch.）op.15d　（クラリネット、ヴィオラ、ピアノ）（Cl：エドゥアルト・ブルンナー、カシュカシャン、P：ロバート・レビン）1992年 - 1994年
  - シューマン 『おとぎの絵本』op.113　（ヴィオラ、ピアノ）（カシュカシャン、P：ロバート・レビン）1992年 - 1994年
  - シューマン  幻想小品集 op.73　（クラリネット、ピアノ）（Cl：エドゥアルト・ブルンナー、P：ロバート・レビン）1992年 - 1994年
  - シューマン 『おとぎ話』op.132　（クラリネット、ヴィオラ、ピアノ）（Cl：エドゥアルト・ブルンナー、カシュカシャン、P：ロバート・レビン）1992年 - 1994年
- バルトーク ヴィオラ協奏曲　（カシュカシャン、ペーター・エトヴェシュ指揮 オランダ放送室内管弦楽団）1999年
  - ペーター・エトヴェシュ 『レプリカ』（ヴィオラと管弦楽）（カシュカシャン、ペーター・エトヴェシュ指揮 オランダ放送室内管弦楽団）1999年
  - クルターグ ヴィオラと管弦楽のための楽章（カシュカシャン、ペーター・エトヴェシュ指揮 オランダ放送室内管弦楽団）1999年